# Yutaka
Yutaka, fondé sous le nom Shinsei Manufacturing, est une entreprise japonaise qui exerce son activité dans le domaine de l'édition de jeux vidéo. Elle change de nom et rejoint le groupe Bandai en janvier 1990. Yutaka rejoint Popy en 2003 après une fusion et disparait.

## Description
Elle a notamment réalisé des jeux sur Famicom et sur Super Famicom.

## Liste de jeux

### Famicom
- Parody World: Monster Party
- Karakuri Kengoden Musashi Lord: Karakuri Jin Shissouru
- Hyokkori Hyoutan Shima: Nazo no Kaizokusen
- Last Armageddon
- Mahou no Princess Minky Momo: Remember Dream
- Ushio Totora
- Nakayo Shito Issho
- SD Gundam World: Gachapon Senshi 3 - Eiyuu Senki
- SD Gundam World: Gachapon Senshi 4 - New Type Story
- SD Gundam World: Gachapon Senshi 5 - Battle of Universal Century

### Super Famicom
- 3×3 Eyes: Seima Kourinden
- SD Gundam Gaiden 2: Entaku no Kishi
- Shin Seikoku: La Wares
- Super Gachapon World: SD Gundam X

### Game Boy
- TV Champion
- Kingyo Chûihô !